# Andy Desmond
Andy Desmond, alias Miten, es un músico británico nacido en Woking, Surrey, en agosto de 1947. 

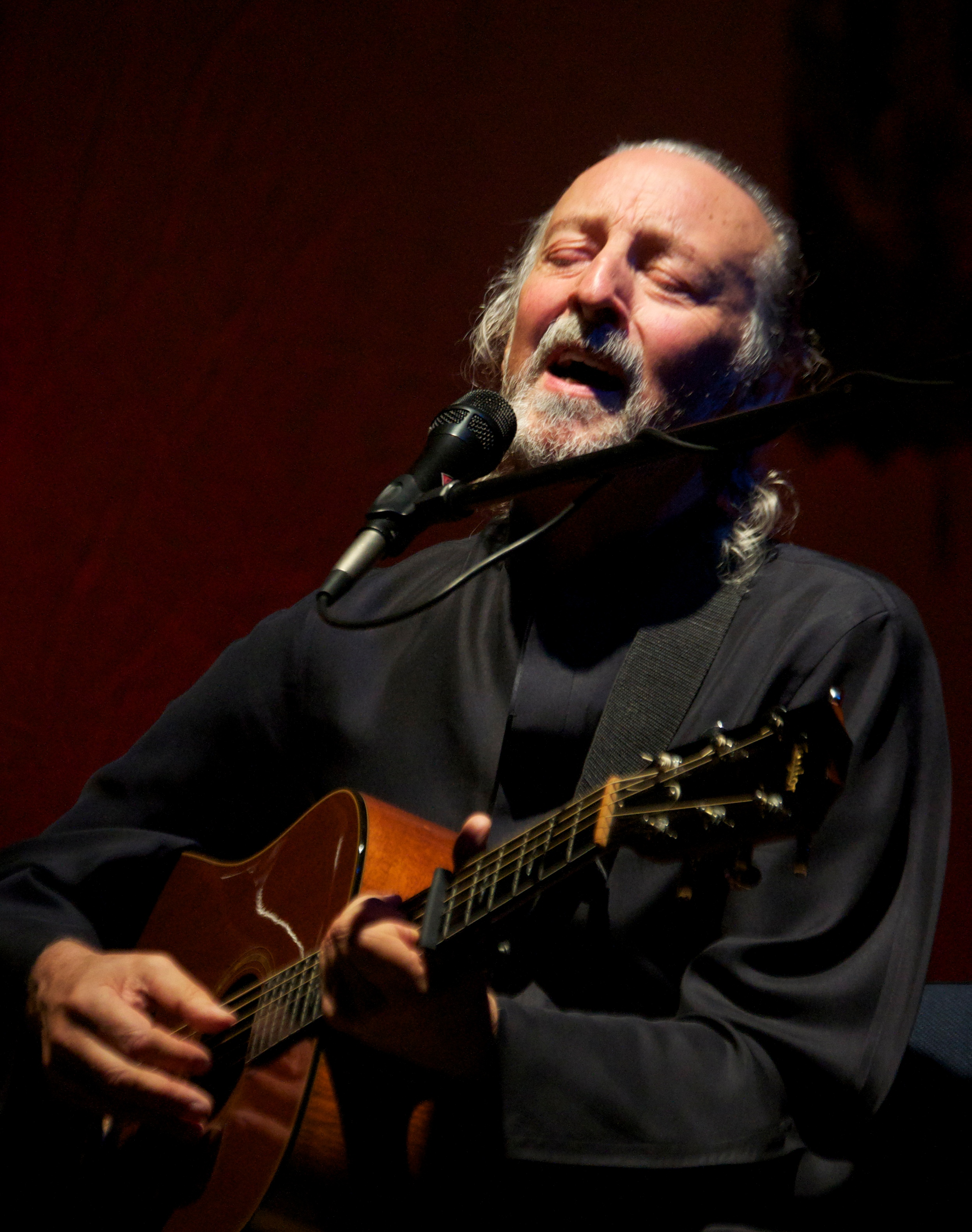
Miten durante un concierto, Múnich, 2010

## Trayectoria
Fundó el dúo de folk-rock "Gothic Horizon" con Richard Garrett, su socio musical en los años 60. Lanzaron dos álbumes con la compañía Decca: The Jason Lodge Poetry Book (1964) y Tomorrow Never Knows (1965). En 1970 comenzó a actuar en solitario, al igual que una tanda de músicos folk entre los que estaban Tom Robinson, Claire Hamil y Café Society, que firmaron con Ray Davies, para el sello discográfico Konk Records, con quienes publicó Living On A Shoestring.
Durante este tiempo, Desmond se convirtió en un importante cantante y terminó firmando con la compañía Ariola Records. Ariola publicó el disco Andy Desmond (1976), producido por el legendario Bones Howe En el momento de su lanzamiento, Desmond se había convertido en un baluarte en la escena del rock británico, como telonero de Fleetwood Mac, Randy Newman, Hall and Oates, The Cate Brothers, The Kinks  y muchos otros. Fue invitado por los Fleetwood Mac como artista especial en su "UK Rumours Tour", y como telonero de Ry Cooder en su "1978 European Tour".
Desilusionado con el mundo del rock y su estilo de vida, Desmond se lanzó a explorar la meditación y la filosofía oriental. Fue iniciado en sannyas en 1980, por el controvertido místico hindú Bhagwan Shree Rajneesh, que le dio el nombre sánscrito de Prabhu Miten, que significa "amigo de Dios". Ha vivido dentro de la comunidad Osho desde entonces, pasando muchos años en la India en el Osho Ashram. Ahora Desmond viaja por el mundo acompañado con su socia en la música y compañera en la vida, Deva Premal, a quien conoció en 1990 en el Osho Ashram. La pareja, Deva Premal y Miten, es bien conocida en el mundo de la espiritualidad alternativa y el yoga, por sus cantos de mantras en sánscrito y por las canciones de temática espiritual compuestas por Desmond.
La compañía musical de Deva & Miten, Prabhu Music, ha conseguido ventas de cientos de miles de CD. Regularment emprenden giras (tours) que les han permitido actuar en hasta veinticinco países en un año.

## Discografía

### Autor-compositor
- Jason Lodge Poetry Book (Gothic Horizons), Decca 1964
- Tomorrow Never Knows (Gothic Horizons), Decca 1965
- Living On A Shoestring, Konk 1975
- Andy Desmond, Ariola Records, 1976
- Global Heart, Native Soul (1996)
- Strength of A Rose (con Deva Premal) (1996)
- Trusting the Silence (con Deva Premal) (1997)
- Blown Away (1999)
- Dance of Life (1999)
- Satsang (Deva Premal & Miten) (2002)
- Songs for the Inner Lover (con Deva Premal) (2003)
- More Than Music (Deva Premal & Miten) (2004)
- Soul In Wonder (con Deva Premal) (2007)
- Download Singles (con Deva Premal) (2009)
- Deva Premal & Miten In Concert (Deva Premal & Miten, con Manose) (2009)

### Productor
- Deva Premal - The Essence (productor ejecutivo) (1998)
- Deva Premal - Love is Space (coproductor con Kit Walker) (2000)
- Deva Premal - Embrace (coproductor con Kit Walker) (2002)
- Deva Premal - Dakshina (coproductor con Martyn Phillips y Praful) (2005)
- Deva Premal - Deva Premal Sings the Moola Mantra (coproductor con Ben Leinbach) (2007)
- Deva Premal - Password (coproductor con Rishi) (2011)